# عمران عارف
عمران عارف (15 يناير 1984 في باكستان - ) (بالأردوية: عمران عارف)‏ (بالإنجليزية: عمران عارف)‏ هو لاعب كريكت باكستاني. لعب مع نادي مقاطعة ورسسترشاير للكريكيت ‏.

## وصلات خارجية
- عمران عارف على موقع إي آس بي آن كريك إنفو (الإنجليزية)